# Skabelsesberetningen i Bibelen
|  | For andre artikler med Skabelse, se Skabelsen |
Med Skabelsesberetningen i Bibelen eller Skabelsesberetningerne i Bibelen menes i almindelighed teksten i Første Mosebog, kapitel 1 og 2.
Verdens skabelse og Biblens tekst har altid været under debat blandt teologer og mange andre. De mest omdiskuterede emner er: forfatterskab af teksten; om der er en eller to skabelsesberetninger; om teksten skal forstås allegorisk eller bogstaveligt; jordens alder og oprindelsen af den biologiske artsrigdom. Biblens to skabelsesberetninger kan opfattes som en konsekvens af en teologisk uenighed om, hvordan skabelsen forløb.
Første Mosebog er en del af den kanoniske litteratur i jødedommen og kristendommen, og derfor taget meget seriøst af troende og anset for at have åndelig betydning, idet de fleste anser teksten for at være inspireret af Gud.

## De to skabelsesberetninger
Den yngre af de to skabelsesberetninger er placeret forrest i biblen, og i denne kaldes skaberen "Elohim", som i danske bibler oftest oversættes med "Gud". Den ældre skabelsesberetning står lige efter den yngre skabelsesberetning, og i denne ældre beretning kaldes skaberen "Jahve", hvilket i danske bibler ofte oversættes med "HERREN" eller "Herren".

### Den yngre skabelsesberetning
Denne omfatter 1. Mosebog kap. 1 og kap. 2, 1-4. Beretningen starter med en kort beskrivelse af verdens tilstand før skabelse af himlen og jorden, hvor Elohim befinder sig over en verden af vand. Elohims skabelse forløber over 6 dage:
1. dag skabes lyset.
2. dag skabes himmelhvælvingen.
3. dag skabes jorden og planterne.
4. dag skabes sol, måne og stjerner.
5. dag skabes fugle og havdyr.
6. dag skabes landdyr og menneskene skabes i Elohims billede.
7. dag hvilede Elohim på sit værk.
I denne beretning sker skabelse ved ordet kraft som en konge, der giver befalinger. Denne beretning forklarer, hvorfor Sabbaten skal helligholdes. Beretningen tilskrives 'den præstelige forfatter' (P), og menes at være nedskrevet noget efter det babylonske fangenskabs ophør 538 fvt.
I danske bibler oversættes Elohim normalt med Gud. Elohim er en flertalsform, men det tilhørende verballed er i ental. Flertalsformen bruges ofte i vestsemitiske sprog til at vise magt og fylde og har således ikke noget at gøre med polyteisme.

### Den ældre skabelsesberetning
Denne omfatter 1. Mosebog, kap. 2, 5-25, men fortsætter med beretningen om syndefaldet, og de to beretninger er ikke klart afgrænset fra hinanden. Beretningen starter i et tørt ørkenmiljø, og skabelsen foregår i følgende rækkefølge:
- Først lader Jahve en tåge vælde frem og vande jorden.
- Jahve danner en mand, Adam, af jord.
- Jahve planter Edens have og placerer Adam deri.
- Jahve vil give Adam en medhjælp og laver landdyrene og fugle, men ingen af dem passer til ham.
- Mens Adam sover, laver Jahve en kvinde, Eva, af et af Adams ribben.

I denne beretning beskrives skabelsen som en fysisk aktivitet, som Jahve udfører. Beretningen forklarer, hvorfor kvinden er underlagt manden. Beretningen tilskrives 'Jahveforfattteren' (J) og antages ofte at stamme fra ca. 950 fvt., men den har øjensynligt først fået sin endelige nedskrevne form flere hundrede år senere.

## Fortolkning

### Bogstavelig
Tilhængere af en bogstavelig fortolkning anser de to skabelsesberetninger for at være én sammenhængende beretning, hvor jorden og alt hvad der er derpå, inklusiv mennesket, blev skabt af Gud, over en afgrænset periode på 6 dage, på hver 24 timer, og at Gud på den syvende dag hvilede. Tilhængere af en sådan fortolkning betegnes i almindelighed kreationister. Kreationisterne påstår, at der i dag findes beviser for, at begivenhederne i Første Mosebog har fundet sted præcis som beskrevet. Der er ikke megen støtte blandt professionelle videnskabsfolk og organisationer for kreationisme, og mange kreationister mener det er diskrimination og uvidenskabelighed.. I modsætning til kreationisme nævnes ofte Darwins udviklingslære, selvom Biblen også modsiger moderne geologi og arkæologi.
Baseret på slægtstavlerne i Første Mosebog, og andre bibelske skrifter, har både jøder og kristne kreationister, uafhængigt af hinanden, hævdet at jordens skabelse skulle have fundet sted i begyndelsen af det 4 årtusinde f. Kr. Denne datering er baseret på en bogstavelig tolkning af Første Mosebog; at Gud skabte jorden på seks dage, at Adam og Eva og Edens have har eksisteret, og at de bibelske begivenheder, historisk kan kædes sammen med senere kendte begivenheder. Den mest berømte og mest citerede ungjordskreationist er den anglikanske biskop, James Ussher, hvis udregninger fastslog at jorden blev skabt ved daggry den 23. oktober 4004 f. Kr. I modsætning hertil anslås jordens alder i moderne geologi til at være ca. 4,7 milliarder år.

### Allegorisk
Med en allegorisk fortolkning af Første Mosebog menes en symbolsk fortolkning, i modsætning til en bogstavelig fortolkning. En allegorisk fortolkning har været kendt længe før opblomstringen af den moderne videnskab. De to fortolkninger modsiger ikke nødvendigvis hinanden; fortolkere og kirkefædre som Origenes og Augustin fastholdt, at Bibelen er sand på flere forskellige niveauer på samme tid.
Augustin mente, at alt i universet blev skabt af Gud på ét øjeblik, og ikke på syv dage som beretningen ellers beskriver; og den jødiske lærde, Filo af Alexandria fra det 1. århundrede, skrev, at det ville være en fejltagelse at mene, at verden blev skabt på seks dage eller over nogen som helst afgrænset tidsperiode.